# سلوبوزيا
سلوبوزيا (بالإنجليزية: Slobozia)‏ هي، تتبع مقاطعة إيالوميتا، هي عاصمة مقاطعة إيالوميتا، بلغ عدد سكانها 45٬891  نسمة، في 31 أكتوبر 2011، عاصمتها Slobozia ‏، تبلغ مساحتها 132٫870000 كيلومتر مربع، رمزها البريدي هو 920003–920096.

## مدن توأم
المدن التوأم:
- سيليسترا
- Veles Municipality [الإنجليزية]‏.

## أعلام
- كريستينا جورجي